# 고칸역
고칸역(일본어: 後閑駅, ごかんえき)은 일본 군마현 도네군 미나카미정에 있는, 동일본 여객철도의 철도역이다. 조에쓰선이 지나간다.

## 역 구조
표고 약 378m에 자리하고 있는 지상역으로, 승강장은 단식 1면 1선과 섬식 1면 2선 구조이다. 양쪽 승강장은 과선교로 이어져 있다. 승강장 외에도 두 개의 측선이 있다. 역사는 1961년에 콘크리트로 지었으며, 역무실과 대합실이 갖추어져 있다.
동일본 여객철도의 직영역으로, 오전 6시부터 오후 8시까지 초록 창구를 영업하고 있다. 간이 개찰기에서 스이카 및 제휴 교통카드의 사용이 가능하다.

### 승강장
| 1 | ■ 조에쓰선 | 미나카미 방면                         |
| 3 | ■ 조에쓰선 | 시부카와 · 신마에바시 · 다카사키 방면 |

2번 승강장은 조에쓰 신칸센이 개통한 1982년 시각표 개정 시기부터 쓰지 않게 되었다.

## 역세권 정보
역은 미나카미 정의 중심부에 있으며, 군마 현도 61호선 누마타미나카미 선이 역 앞을 지나간다. 역의 남서쪽에는 미나카미 정사무소 (役場)가 있는데, 원래는 쓰키요노 정사무소였으며 2005년 10월 1일 미나카미 정, 니하루 촌과 합병하면서 미나카미 정사무소로 쓰이게 되었다. 간에쓰 자동차도의 쓰키요노 나들목이 약 1 km 거리에 있다. 역 광장의 터미널에서는 오쿠다이라 온천, 유주쿠 온천, 아카이와 온천, 사루가쿄 온천, 가와후루 온천, 호시 온천 등의 각 온천으로 가는 노선 버스와 택시 등을 이용할 수 있다.
미나카미 정 쓰키요노 지구는 역에서 도네강 건너편에 있으며, 군마 현도 제273호선을 통해 찾아갈 수 있다. 쓰키요노 우체국, 누마타 경찰서 쓰키요노 주재소, 상업고등학교, 쓰키요노 중학교 등이 있다.
한편 역에서 도네강을 건너 북서쪽으로 약 2 km 지점에 조에쓰 신칸센 조모코겐역이 있다. 조모코겐 역의 영업거리 계산은 고칸 역을 기준으로 하여 반영하고 있으며, 고칸 역의 버스 터미널에서 조모코겐 역으로 가는 버스 노선이 다니고 있다.
이 밖에 사나다 마사유키가 다스리던 성 중 하나인 누마타 성의 지성 (支城)인 나구루미 성터, 농민의 생활고를 쇼군 도쿠가와 쓰나요시에게 고하려다 사형을 당한 스기키 모자에몬을 기리는 지장본존이 고칸 역에서 가깝다.

## 역사
- 1926년 11월 20일 - 일본국유철도 조에쓰난 선의 역으로 개업했다.[1][2]
- 1931년 9월 1일 - 미나카미 역과 에치고유자와역을 잇는 철도 구간이 뚫려 다카사키역에서 미야우치역까지의 조에쓰선 전 구간이 개통되었으며, 조에쓰난 선과 조에쓰호쿠 선이 하나의 "조에쓰선"이 되었다.[3]
- 1987년 4월 1일 - 민영화에 따라 동일본 여객철도의 소속이 되었다.
- 2009년 3월 14일 - 스이카의 사용이 가능해졌다.

## 인접역
| 동일본 여객철도 조에쓰선 | 동일본 여객철도 조에쓰선 | 동일본 여객철도 조에쓰선 |
| ------------------------ | ------------------------ | ------------------------ |
| 누마타 다카사키 방면     | ■ 보통                   | 가미모쿠 미나카미 방면   |